# Trieste Centrale
Trieste Centrale (włoski: Stazione di Trieste Centrale) – stacja kolejowa w Trieście, w regionie Friuli-Wenecja Julijska, we Włoszech. Znajdują się tu 4 perony.
Historycznie pierwszy skromny budynek został zainaugurowany 27 lipca 1857, w obecności cesarza Franciszka Józefa, jako zakończenie linii południowej Triest-Wiedeń (poprzez Aurisina-Prosecco-Opicina), zaprojektowany przez inżyniera Carlo Ghega.
Niezwykle szybki rozwój handlu i kupców, a wraz z nimi miasta doprowadziły do decyzji o zastąpieniu oryginalnej konstrukcji. Nowy bardziej elegancki i bogaty budynek został zaprojektowany przez von Flattich w stylu neorenesansowym, miał monumentalne atrium (później zwaną Salą królewską) oraz majestatyczny szklany hangar. Inauguracja odbyła się w dniu 19 czerwca 1878.
Urząd znajduje się na linii przechodzącej Wenecja – Triest – Villa Opicina i końca linii do Udine. Jest to część projektu Centostazioni, który został poddany długiej renowacji zakończonej w 2007 r., gdzie całkowicie odzyskano dostęp do Viale Miramare przez Salę królewską.

## Ruch kolejowy
Przepływ osób wynosi około 6 000 000 osób rocznie. 
Posiada również połączenia z sąsiednimi krajami, takimi jak Słowenia, ale także Chorwacja i Serbia.

### Bezpośrednie połączenia
- EuroStar do Mediolanu
- InterCity do Bolonii, Florencji, Rzymu
- InterCityNotte do Bolonii, Florencji, Rzymu, Neapolu
- InterCityNotte do Ankony, Bari, Lecce

## Galeria

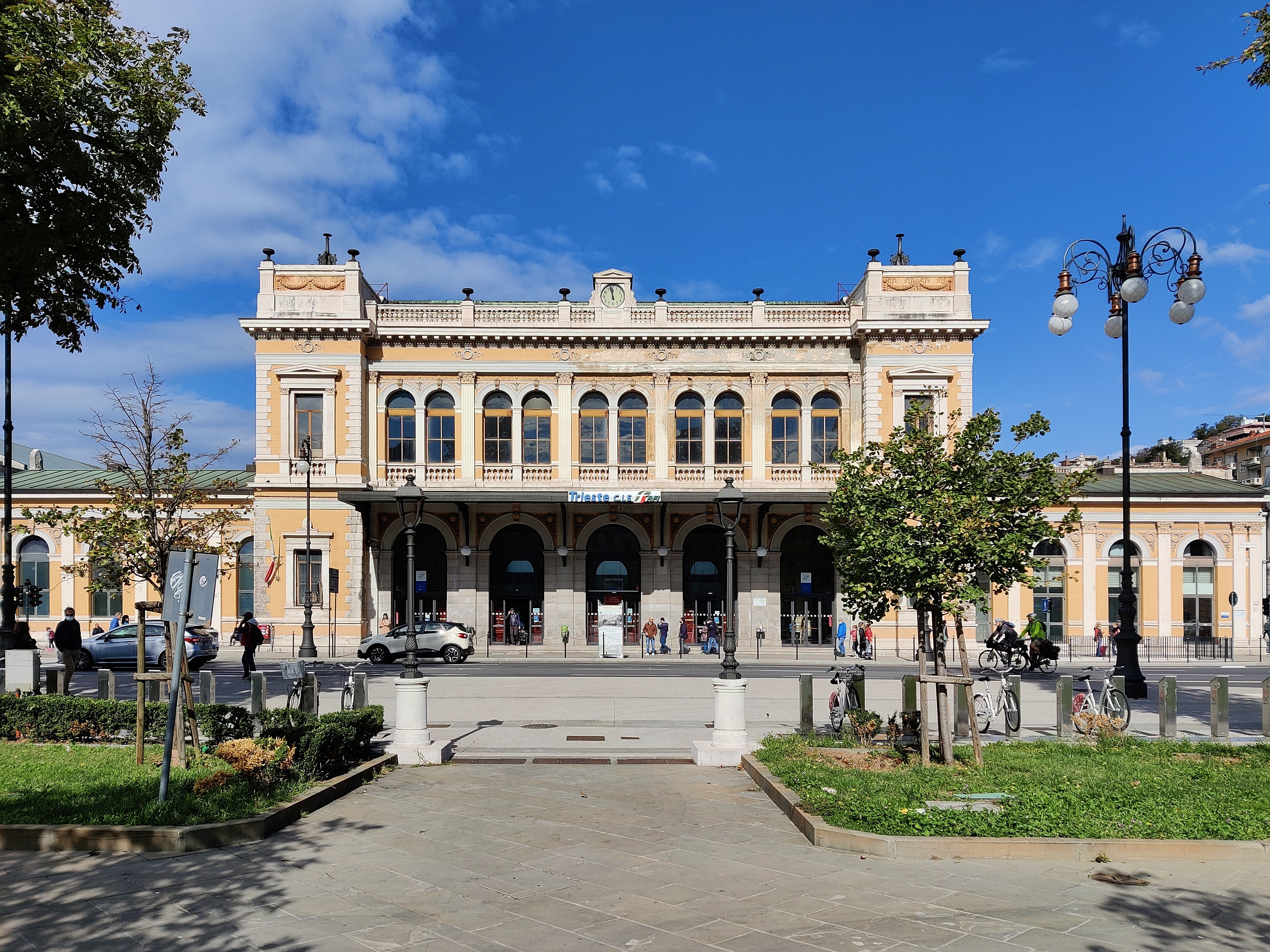
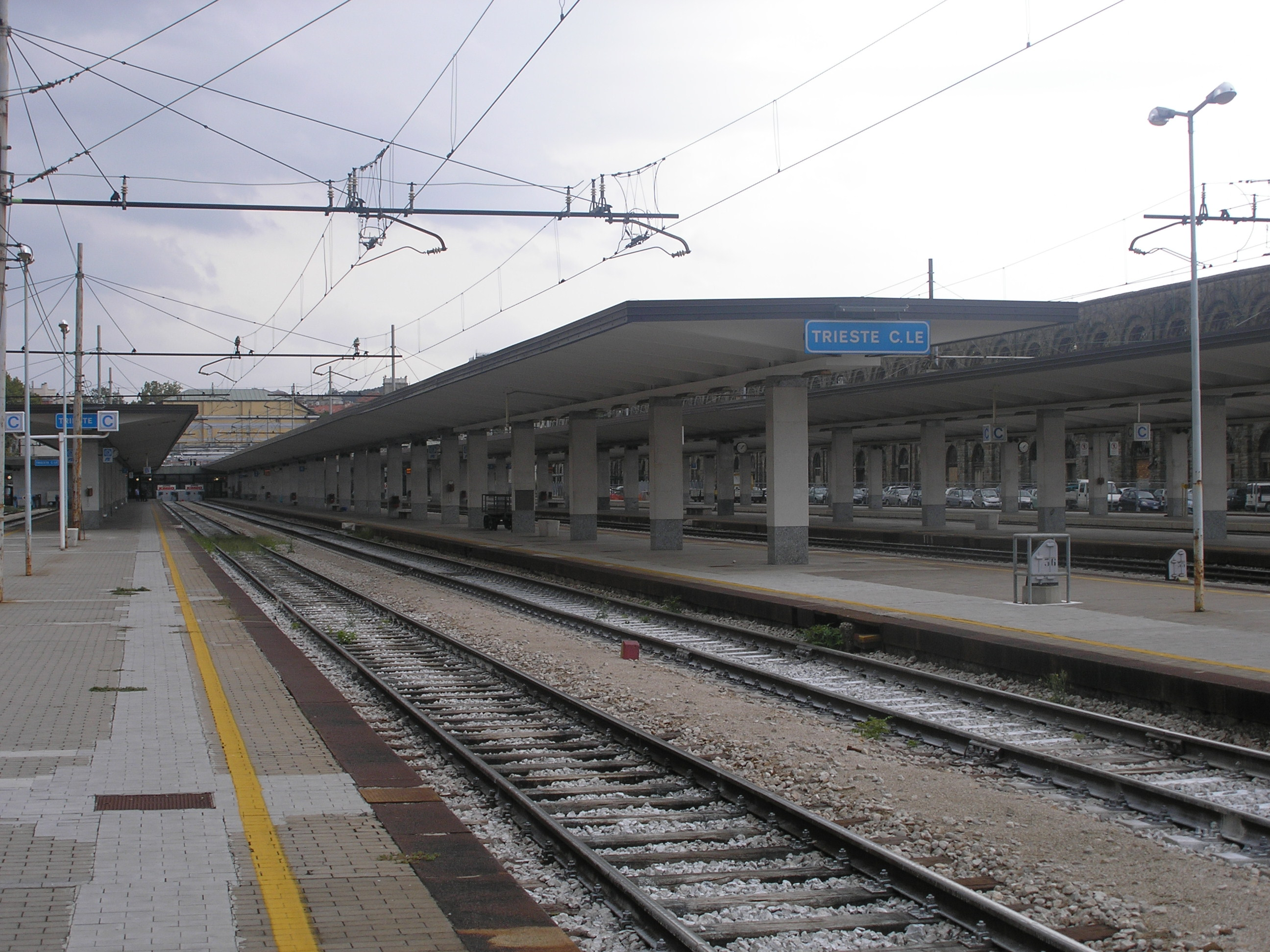
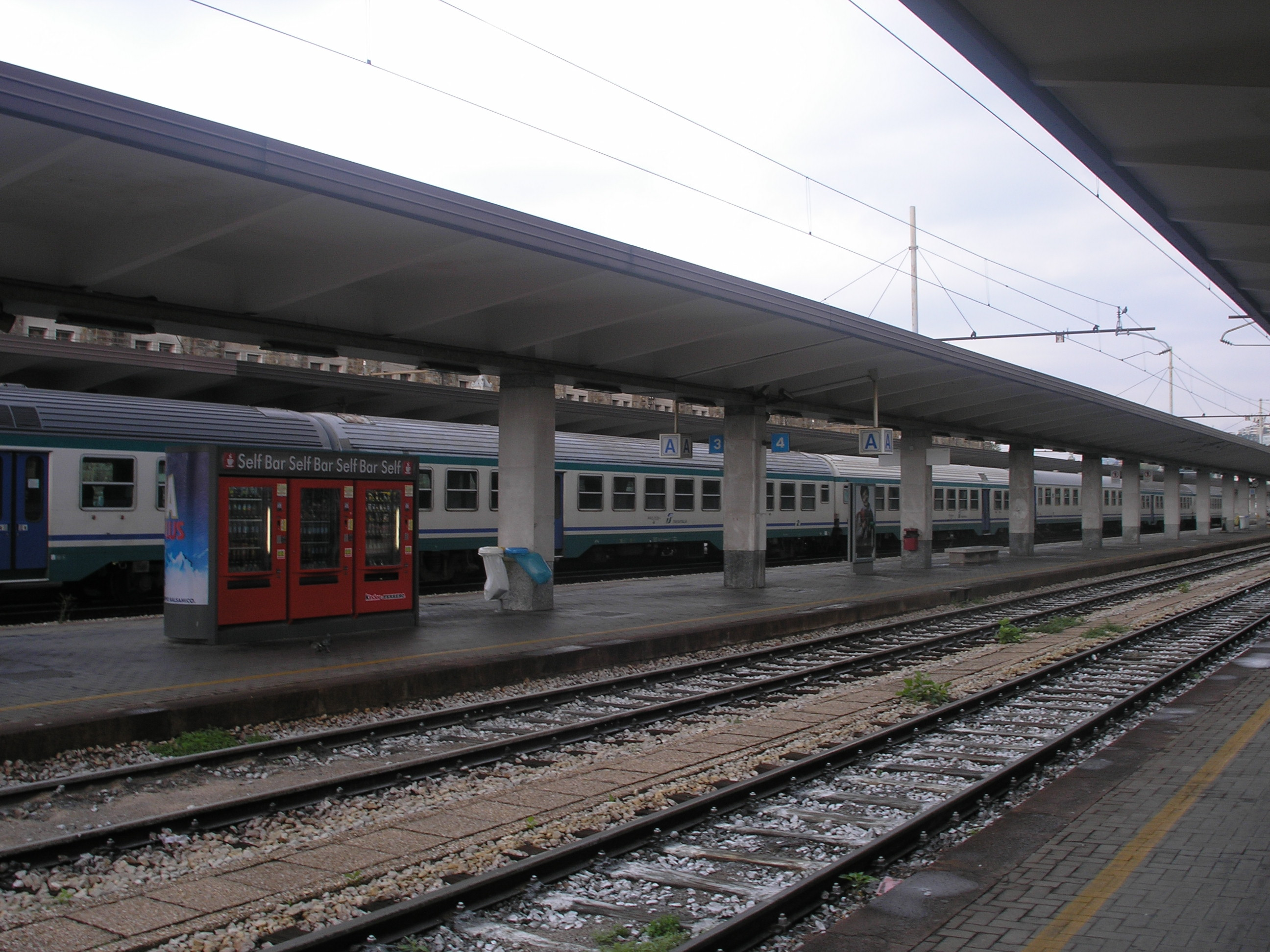
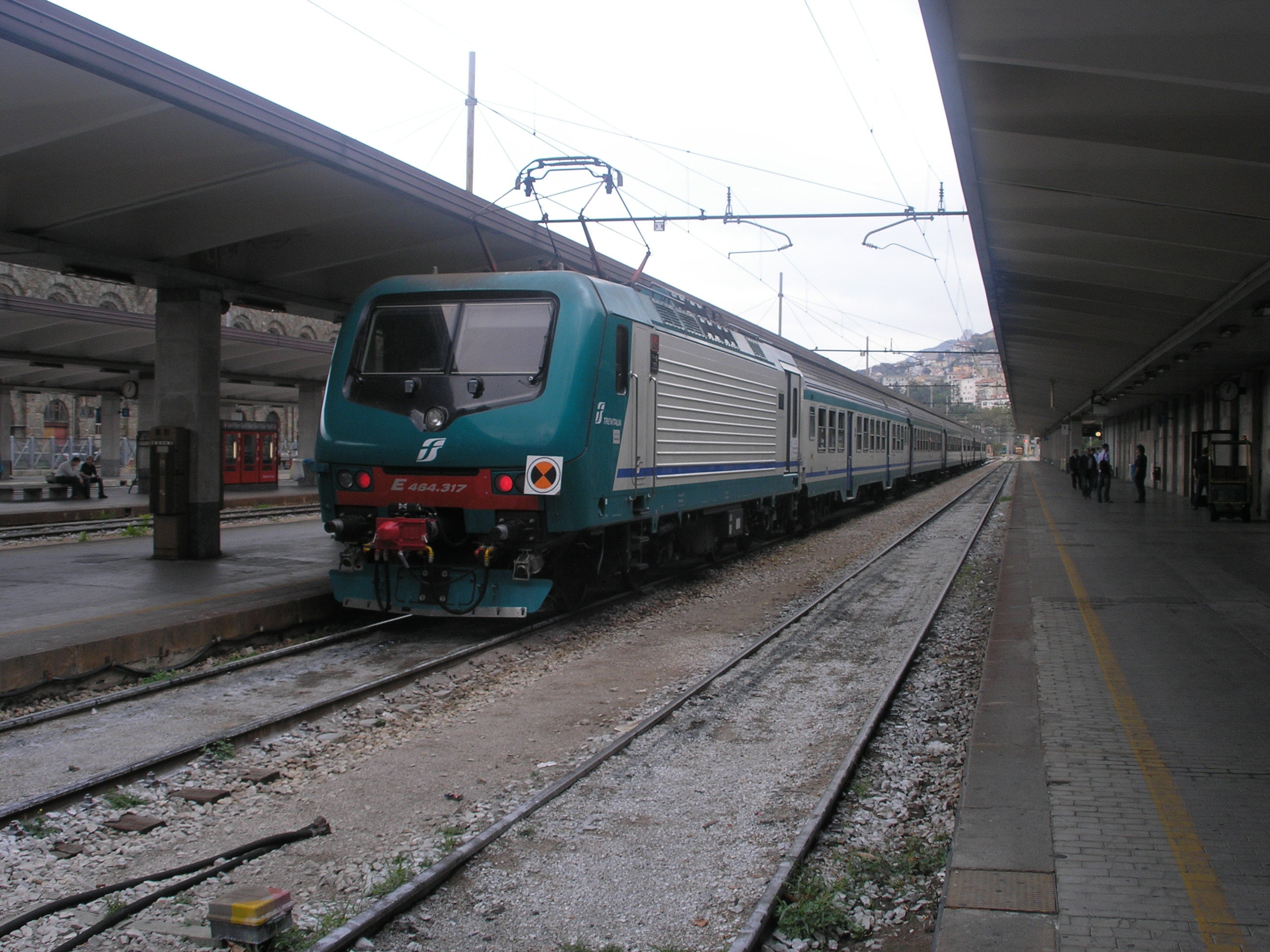